# La Clave (semanario)
La Clave fue un semanario español de información general que fue publicado por el periodista José Luis Balbín a lo largo de 379 números distribuidos entre abril de 2001 y julio de 2008, año en que cerró por falta de financiación. Para su semanario, Balbín había retomado el título de un programa de televisión que él mismo había dirigido entre 1976 y 1985: La clave. El semanario en soporte de papel tenía por denominación completa La Clave de la opinión pública y los lemas «ni neutrales ni sectarios» y «oír, ver y contarlo».

## Línea editorial
La revista, dirigida desde su fundación por el propio Balbín, combinaba la información fundamentalmente política —tanto española como internacional— con la económica, social, científica y cultural; dándose relevancia a la opinión de los columnistas y a la pluralidad ideológica.

## Colaboradores
Entre los colaboradores más conocidos de La Clave figuraban el sociólogo Luis González Seara, los periodistas Manuel Martín Ferrand y José Luis Martín Prieto, los políticos Manuel Pimentel (ex-ministro de Trabajo y Asuntos Sociales), Pablo Castellano y Julio Anguita, y el humorista gráfico Martinmorales.